# هنري غرايسون
هنري غرايسون (26 يونيو 1865 - 27 أكتوبر 1951) (بالإنجليزية: Henry Grayson)‏ هو سياسي ولاعب كريكت بريطاني وبريطاني (وحمل سابقاً جنسية المملكة المتحدة لبريطانيا العظمى وأيرلندا).